# Bürgermeisterei Holten
Die Bürgermeisterei Holten war eine Bürgermeisterei im Regierungsbezirk Düsseldorf der preußischen Rheinprovinz. Nach 1886 entstanden auf ihrem Gebiet im Rahmen von Neugliederungen aufgrund des starken Bevölkerungswachstums die Bürgermeistereien Beeck, Hamborn und Sterkrade. Das Gebiet dieser Bürgermeistereien gehört heute zu den Städten Duisburg und Oberhausen in Nordrhein-Westfalen.

## Bürgermeisterei Holten
Bei Einführung von Verwaltungsstrukturen nach französischem Vorbild im Großherzogtum Berg wurde 1808 im Kanton Dinslaken des Arrondissements Essen im Département Rhein auch die Mairie (Bürgermeisterei) Holten eingerichtet. Nachdem das Rheinland 1814 an Preußen gefallen war, wurde aus der Mairie Holten die preußische Bürgermeisterei Holten. Diese kam 1816 zum neuen Kreis Dinslaken, der 1823 im Kreis Duisburg aufging.
Die Bürgermeisterei Holten umfasste die fünf Landgemeinden Beeck, Hamborn, Stadt und Feldmark Holten, Amt Holten und Sterkrade.
Am 1. Februar 1862 gab die Bürgermeisterei Gebietsteile an die neue Bürgermeisterei Oberhausen ab. Seit 1874 gehörte sie zum neuen Kreis Mülheim an der Ruhr. Am 1. April 1886 wurde die Bürgermeisterei Holten in die beiden neuen Bürgermeistereien Beeck und Sterkrade aufgespalten.
Einwohnerentwicklung
| Jahr | Bgm. Holten | Quelle |
| ---- | ----------- | ------ |
| 1828 | 4.925       | [ 5 ]  |
| 1871 | 16.466      | [ 6 ]  |
| 1885 | 24.152      | [ 7 ]  |

Bürgermeister
- 1811–183000Friedrich Anton Meurs
- 1830–184300Ernst Beudel
- 1843–188600Heinrich Klinge

## Bürgermeisterei Beeck
Die 1886 gegründete Bürgermeisterei Beeck umfasste die beiden Landgemeinden Beeck und Hamborn. Am 1. Juli 1887 schied sie aus dem Kreis Mülheim an der Ruhr aus und kam zum neuen Kreis Ruhrort. Am 1. April 1900 schied Hamborn aus der Bürgermeisterei Beeck aus und wurde zu einer eigenen Bürgermeisterei erhoben. Gleichzeitig wurden die Ortschaften Alsum, Bruckhausen und Marxloh aus der Gemeinde Beeck in die Gemeinde Hamborn umgegliedert.
Die Bürgermeisterei Beeck, die nun nur noch die gleichnamige Gemeinde umfasste, wurde am 1. April 1904 in die Stadt Ruhrort eingemeindet und erlosch damit. Ruhrort wiederum wurde bereits am 1. Oktober 1905 in die Stadt Duisburg eingemeindet.
1895 hatte die Bürgermeisterei 24.827 Einwohner.
Bürgermeister
- 1886–189900Emil Hagedorn
- 1899–190000Friedrich Schrecker
- 1900–190400Emil von Goeckingk

## Bürgermeisterei Hamborn

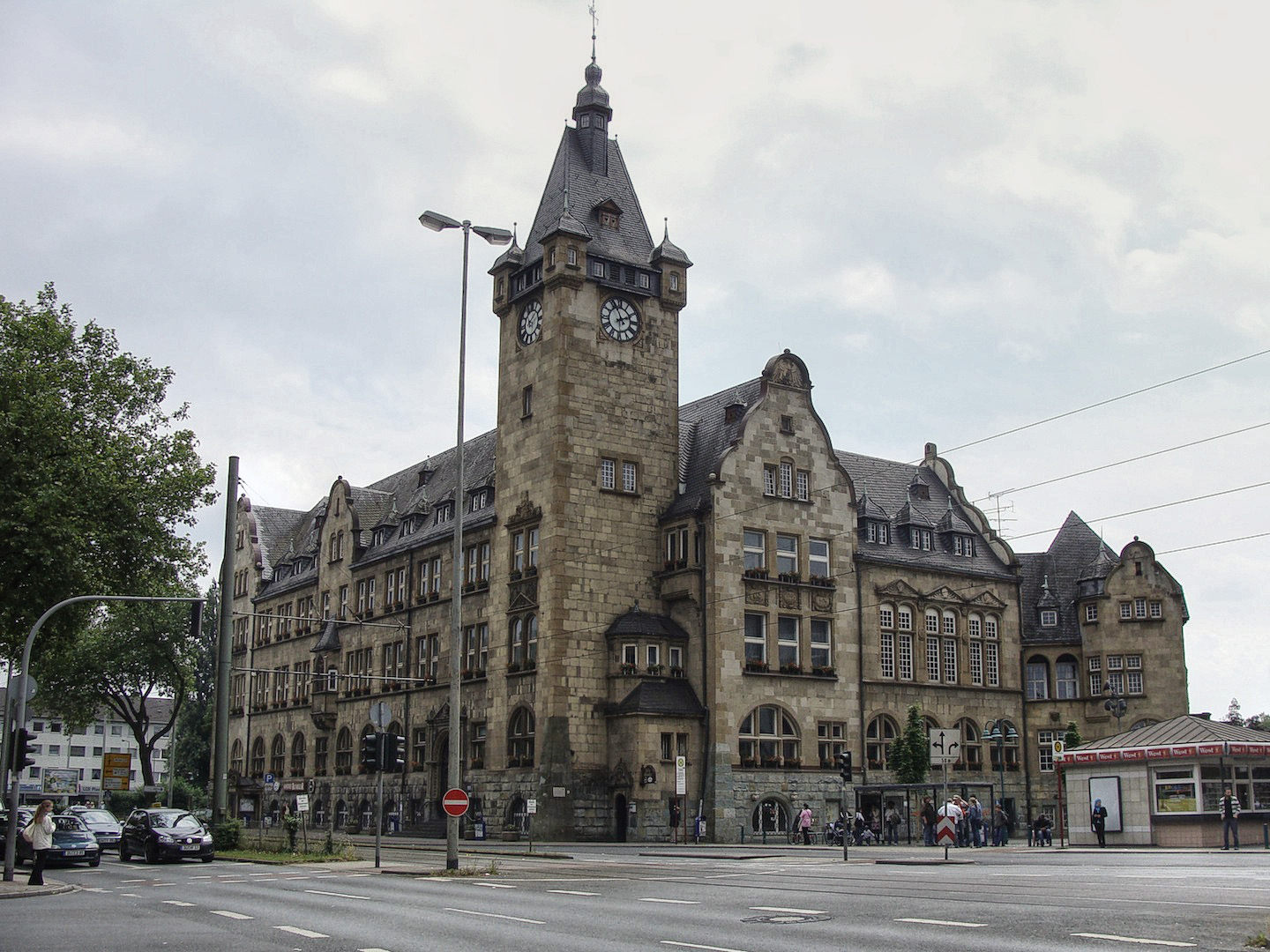
Rathaus Hamborn

Die Landgemeinde Hamborn bildete seit dem 1. April 1900 eine eigene Bürgermeisterei im Kreis Ruhrort. 1904 wurde das Hamborner Rathaus an der Duisburger Straße fertiggestellt. Seit dem 1. April 1909 gehörte die Bürgermeisterei Sterkrade zum Kreis Dinslaken. Immer noch ohne Stadtrecht, überschritt die Einwohnerzahl von Hamborn 1910 die 100.000-Einwohner-Marke. Am 1. April 1911 erhielt Hamborn schließlich die Rheinische Städteordnung, schied aus dem Kreis Dinslaken aus und bildete einen eigenen Stadtkreis.
Einwohnerentwicklung
| Jahr | Bgm. Hamborn | Quelle |
| ---- | ------------ | ------ |
| 1900 | 28.000       | [ 12 ] |
| 1906 | 70.356       | [ 13 ] |
| 1910 | 101.703      | [ 14 ] |
| 1911 | 102.800      | [ 12 ] |

Bürgermeister
- 1900–191900Friedrich Schrecker

## Bürgermeisterei Sterkrade

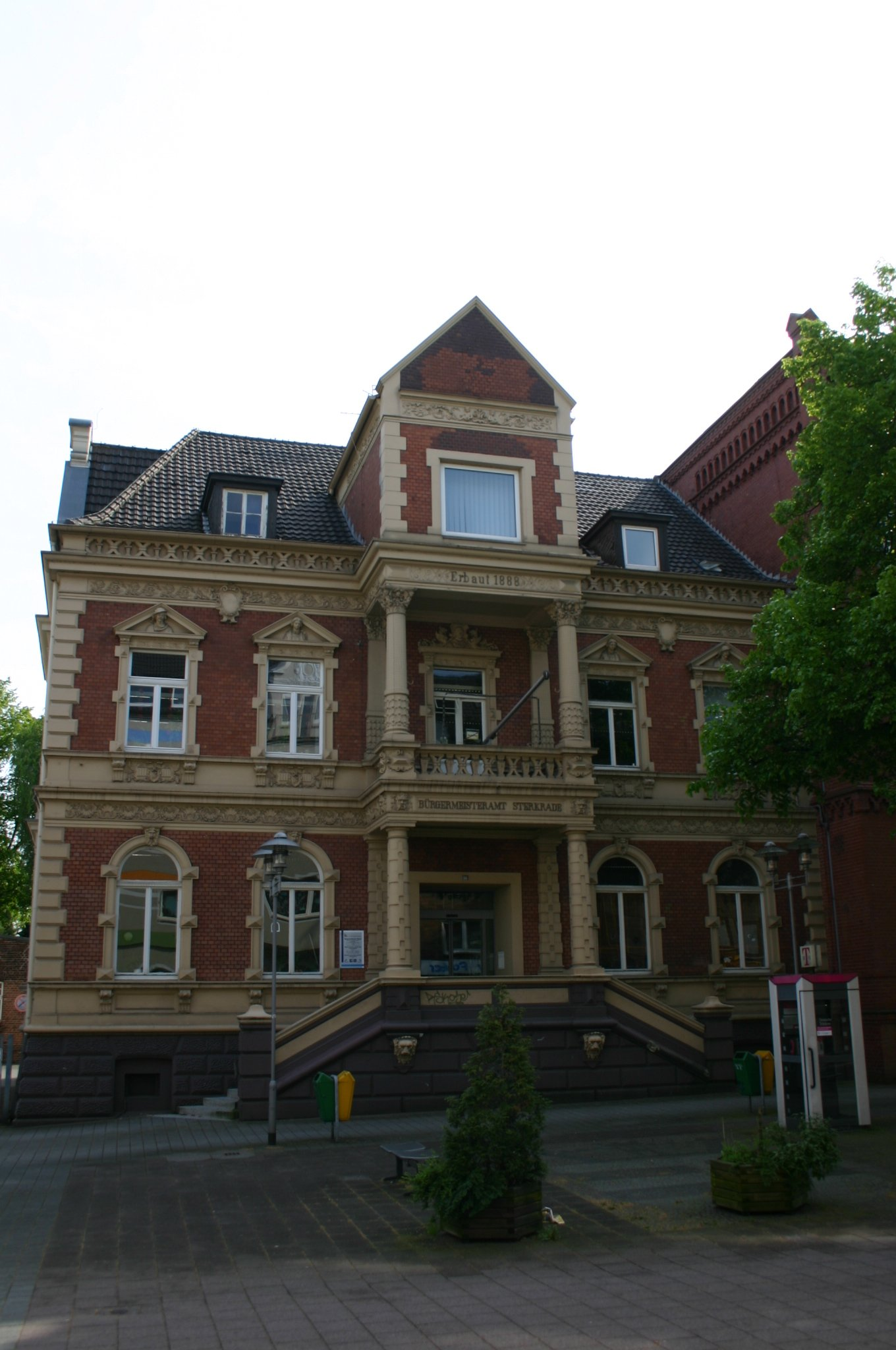
Rathaus Sterkrade

Die 1886 gegründete Bürgermeisterei Sterkrade umfasste die Landgemeinden Sterkrade, Stadt und Feldmark Holten und Amt Holten sowie die neue Gemeinde Buschhausen, die aus Teilen von Beeck und Hamborn gebildet wurde. Am 1. Juli 1887 schied die Bürgermeisterei aus dem Kreis Mülheim an der Ruhr aus und kam zum neuen Kreis Ruhrort. 1888 wurde ein der heutigen Steinbrinkstraße ein Rathaus für die Bürgermeisterei errichtet.
Am 1. April 1908 wurden die Gemeinden Stadt und Feldmark Holten und Amt Holten zur Gemeinde Holten zusammengeschlossen. Am 1. April 1908 wurde die Gemeinde Buschhausen auf Sterkrade und Oberhausen aufgeteilt.
Seit dem 1. April 1909 gehörte die Bürgermeisterei Sterkrade zum Kreis Dinslaken. Am 1. April 1913 erhielt Sterkrade die Rheinische Städteordnung. Die Gemeinde Holten bildete nun für kurze Zeit wieder eine eigene Bürgermeisterei, wurde aber 1917 in die Stadt Sterkrade eingemeindet, die gleichzeitig aus dem Kreis Dinslaken ausschied und einen eigenen Stadtkreis bildete.
Einwohnerentwicklung
| Jahr | Bgm. Sterkrade | Quelle |
| ---- | -------------- | ------ |
| 1895 | 16.508         | [ 11 ] |
| 1905 | 33.000         | [ 18 ] |
| 1910 | 40.416         | [ 14 ] |

Bürgermeister
- 1886–190500Botho Franz Wolfgang von Trotha
- 1906–191300Eugen zur Nieden